# Björn Jerdén
Björn Jerdén (geb. 1981) ist ein schwedischer Politologe und China-Experte. Er forschte am Utrikespolitiska Institutet (Stockholm), dem Institut für Auslandsbeziehungen, als Head of Programme and Research Fellow.
Er ist der Direktor von Schwedens neuem Wissenszentrum zu China.
Das Institut bezeichnet sich als “Sweden’s new knowledge centre on China” (“Schwedens neues Wissenszentrum für China”). Es wird im Englischen unter der Bezeichnung Swedish Institute of International Affairs (UI) (Schwedisches Institut für Internationale Angelegenheiten) geführt und dient als Plattform für Forschung und Information über internationale Beziehungen und Außenpolitik. Seit 2005 teilt sich das Institut ein Gebäude mit der Schwedischen Verteidigungshochschule (Försvarshögskolan / Swedish Defence University) auf dem Campus des Königlichen Technischen Hochschule (KTH).
Björn Jerdén hat an der Universität Stockholm in Politikwissenschaft promoviert. Seine Themenschwerpunkte sind Sicherheitspolitik, Großmachtpolitik, China, Japan die Vereinigten Staaten.
Er war Gastwissenschaftler an der Chengchi-Nationaluniversität, der Nationaluniversität Taiwan, der Cheng-Kung-Nationaluniversität und der Harvard University. Björn Jerdén ist Mitglied des European Think-tank Network on China (ETNC) und Mitglied der Steuerungsgruppe des Stockholm Observatory for Global China. Er spricht Japanisch und Chinesisch.
Die Schließung der Konfuzius-Institute in Schweden soll er – der tibetischen Exil-Website Phayul.com zufolge – als “solid proof of Sweden’s changing attitude over China” beschrieben haben.

## Publikationen (Auswahl)
- Björn Jerdén: Waiting for the rising power : China's rise in East Asia and the evolution of great power politics. Stockholms universitet. Statsvetenskapliga institutionen.; Stockholm : Ph. D. Stockholms universitet 2016. Stockholm studies in politics, 168
- Linus Hagström; Björn Jerdén; Utrikespolitiska institutet: Maktskifte i Japan – är en förändring möjlig? Stockholm: Utrikespolitiska institutet, 2009. Världspolitikens dagsfrågor, 2009:11